# 1048 p.n.e.
| [ Edytuj tabelę ] |                                                                   |
| Król Asyrii       | - 1050 p.n.e. Aszurnasirpal I 1031 p.n.e.                         |
| Król Aten         | - 1068 p.n.e. Medon 1048 p.n.e. - 1048 p.n.e. Akastos 1012 p.n.e. |
| Władca Chin       | - 1076 p.n.e. Di Xin 1046 p.n.e.                                  |
| Władca Egiptu     | - 1051 p.n.e. Amenemnesu 1045 p.n.e.                              |

Rok 1048 p.n.e.
stulecia: XII wiek p.n.e. ~
XI wiek p.n.e. ~
X wiek p.n.e.

lata: 1058 p.n.e. «
1052 p.n.e. «
1051 p.n.e. «
1050 p.n.e. «
1049 p.n.e. «
1048 p.n.e. »
1047 p.n.e. »
1046 p.n.e. »
1045 p.n.e. »
1044 p.n.e. »
1038 p.n.e.

## Wydarzenia
Azja
- Odbyło się okoliczne spotkanie książąt chińskich, na którym rozpatrywano powstanie przeciw panującej dynastię Shang. Bitwa pod Muye ze zwycięstwem dla Wuwanga rozegrała się dwa lata później.

Europa
- Koniec panowania Medona w Atenach, był on pierwszym przedstawicielem rodu Medontydów.

## Zmarli
- Medon, król-archont Aten